# Fréhel (énekesnő)
Fréhel,  (Párizs, 1891. július 13. – Párizs, 1951. február 3.) francia énekesnő, színésznő.

## Élete
Fréhel Párizsban született szegény, szerencsétlen breton családban. Apja tengerész volt, anyja szobalány. A kislányt a nagymama nevelte fel.  Állítólag ötévesen utcai énekesnőként tűnt fel egy vak férfi társaságában. Apja halála után alkalmi munkákkal járult hozzá a család bevételéhez. Tinédzser korában tudta csak összeszedni magát, amikor találkozott az egyik női zeneterem előadójával, aki meghallotta énekelni, és bevezete a show-bizniszbe. Hamarosan megismerkedett Robert Hollarddal és hozzáment feleségül. Az alkohol korán belépett az életébe. Házasságuk nem tartott sokáig, a férje elhagyta őt a párizsi énekesnő miatt. Tinédzser korában tudta csak összeszedni magát, amikor találkozott az egyik női zeneterem előadójával, aki meghallotta énekelni, és bemutatta a show-bizniszben. Hamarosan megismerkedett Robert Hollarddal és hozzáment feleségül. Az alkohol korán belépett az életébe. Házasságuk nem tartott sokáig, a férje elhagyta őt a párizsi énekesnő miatt.
Fréhel ezután kapcsolatba kezdett Maurice Chevalier-vel, de ez sem tartott sokáig, mert Chevalier elhagyta a megasztár Mistinguett miatt. Az akkor tizenkilencéves Fréhel öngyilkosságot kísérelt meg. Sikertelen öngyilkossági kísérletét követően 1911-ben Marguerite Boulc’h megpróbált elmenekülni fájdalmai elől, és Bukarestbe, majd Oroszországba utazott, ahol több mint tíz évig maradt. Lesüllyedt az alkohol és a drogok világába.
1923-ban visszatért Párizsba. Ezután az új kezdetet jelezte azzal, hogy a „Fréhel” művésznévre váltott. A nevet a Bretagne-i Cap Fréhelről vette át, ahol szülei születtek.
Fréhelként énekelve, 1924-ben a párizsi Olimpiában visszahódította aközönséget, és hamarosan az ország legnépszerűbb helyszínein szerepelt. A Fréhel művésznevet már sikeres énekesnőként vette fel felmenőinek lakóhelyére, a Côtes-d’Armor megyei Fréhel községre utalva.
Az 1930-as években több filmben is feltűnt. A legfigyelemreméltóbb filmek, amelyekben fellépett, az 1931-es Cœur de Lilas, (amely Tristan Bernard színdarabja alapján készült), és a „Pépé le Moko”, amelyben Jean Gabin szerepelt.
Annak ellenére, hogy Európa egyik legkeresettebb előadóművésze volt, pusztító függőségei miatt évekre el-eltűnt. 1951-ben halt meg.

## Dalai
- Si tu n'étais pas là?*
- Comme un moineau (1925)
- Où est-il donc? (1926)
- À la dérive (1932)
- Si tu n’étais pas là (1934)[10]
- Où sont tous mes amants (1935)
- Tel qu’il est (1936)
- La Der des der (1939)
- La Java bleue (1939)

## Filmek
- Fréhel az IMDb-n

## Fordítás
- Ez a szócikk részben vagy egészben  a   Fréhel című angol Wikipédia-szócikk ezen változatának fordításán alapul.  Az eredeti cikk szerkesztőit annak laptörténete sorolja fel. Ez a jelzés csupán a megfogalmazás eredetét és a szerzői jogokat jelzi, nem szolgál a cikkben szereplő információk forrásmegjelöléseként.